# Équipe de Tunisie de football à la Coupe du monde 2006
Cet article relate le parcours de l’équipe de Tunisie de football lors de la Coupe du monde de football 2006 organisée en Allemagne du 9 juin au 9 juillet 2006. C'est la quatrième participation du pays dans la compétition.
Elle affronte l'Arabie saoudite, le 14 juin, l'Espagne, le 19 juin, et l'Ukraine le 23 juin.

## Qualifications
En tant que membre de la CAF, la Tunisie devait se qualifier dans l'un des cinq groupes dont les vainqueurs de groupe finiraient par se qualifier pour la Coupe du monde. En raison des résultats passés, la Tunisie n'a pas à jouer de match du tour préliminaire.
La Tunisie se retrouve dans le groupe 5 et rencontre le Maroc et la Guinée (défaite 1-2, victoire 2-0). Le Kenya (deux victoires 1-0 et 2-0), le Botswana (deux victoires 4-1 et 3-1) et le Malawi (nul 2-2, victoire 7-0) sont les autres pays de ce groupe, mais ils ne jouent pas un rôle significatif. Des trois prétendants, la Guinée est la première à abandonner après avoir perdu le duel avec la Tunisie, rendant l'écart à combler trop important.
Lors du dernier match au stade du 7-Novembre à Radès devant 60 000 spectateurs, la Tunisie et le Maroc s'affrontent pour décider quel pays irait à la Coupe du monde. Avant le match, la Tunisie a un point d'avance sur les Marocains, ce qui signifie que le Maroc doit gagner et que la Tunisie se suffirait d'un match nul. Le match se solde finalement par un match nul (2-2).
En terminant à la première place du groupe 5, la Tunisie se qualifie le 8 octobre 2005.
| Rang | Équipe   | Pts | J  | G | N | P | Bp | Bc | Diff |  | Résultats (▼ dom., ► ext.) |     |     |     |     |     |     |
| ---- | -------- | --- | -- | - | - | - | -- | -- | ---- |  | -------------------------- | --- | --- | --- | --- | --- | --- |
| 1    | Tunisie  | 21  | 10 | 6 | 3 | 1 | 25 | 9  | +16  |  | Tunisie                    |     | 2-2 | 2-0 | 1-0 | 4-1 | 7-0 |
| 2    | Maroc    | 20  | 10 | 5 | 5 | 0 | 17 | 7  | +10  |  | Maroc                      | 1-1 |     | 1-0 | 5-1 | 1-0 | 4-1 |
| 3    | Guinée   | 17  | 10 | 5 | 2 | 3 | 15 | 10 | +5   |  | Guinée                     | 2-1 | 1-1 |     | 1-0 | 4-0 | 3-1 |
| 4    | Kenya    | 10  | 10 | 3 | 1 | 6 | 8  | 17 | -9   |  | Kenya                      | 0-2 | 0-0 | 2-1 |     | 1-0 | 3-2 |
| 5    | Botswana | 9   | 10 | 3 | 0 | 7 | 10 | 18 | -8   |  | Botswana                   | 1-3 | 0-1 | 1-2 | 2-1 |     | 2-0 |
| 6    | Malawi   | 6   | 10 | 1 | 3 | 6 | 12 | 26 | -14  |  | Malawi                     | 2-2 | 1-1 | 1-1 | 3-0 | 1-3 |     |

## Équipe

### Effectif
Le 15 mai 2006, le sélectionneur Roger Lemerre annonce une liste composée de vingt-trois joueurs. Après le Bastiais Chaouki Ben Saada, qui a remplacé le Lensois Issam Jemâa, c'est au tour du Strasbourgeois Haikel Gmamdia de prendre place parmi les 23 Tunisiens.
| Numéro / Nom | Numéro / Nom            | Équipe actuelle              | Date de naissance | J.              | Buts            |                 |                 |                 |
| Gardiens de but | Gardiens de but         | Gardiens de but              | Gardiens de but   | Gardiens de but | Gardiens de but | Gardiens de but | Gardiens de but | Gardiens de but |
| --- | ----------------------- | ---------------------------- | ----------------- | --------------- | --------------- | --------------- | --------------- | --------------- |
| 1 | Ali Boumnijel           | Club africain                | 13.04.1966        | 3               | 0               | 0               | 0               | 0               |
| 16 | Adel Nefzi              | Union sportive monastirienne | 16.03.1974        | 0               | 0               | 0               | 0               | 0               |
| 22 | Hamdi Kasraoui          | Espérance de Tunis           | 18.01.1983        | 0               | 0               | 0               | 0               | 0               |
| Défenseurs |                         |                              |                   |                 |                 |                 |                 |                 |
| 3 | Karim Haggui            | RC Strasbourg                | 31.01.1984        | 3               | 0               | 1               | 0               | 0               |
| 4 | Alaeddine Yahia         | AS Saint-Étienne             | 26.09.1981        | 1               | 0               | 0               | 0               | 0               |
| 6 | Hatem Trabelsi          | Ajax Amsterdam               | 25.01.1973        | 3               | 0               | 1               | 0               | 0               |
| 15 | Radhi Jaïdi             | Bolton Wanderers             | 30.08.1975        | 3               | 1               | 2               | 0               | 0               |
| 18 | David Jemmali           | Girondins de Bordeaux        | 13.12.1974        | 1               | 0               | 0               | 0               | 0               |
| 19 | Anis Ayari              | Samsunspor                   | 16.02.1982        | 2               | 0               | 1               | 0               | 0               |
| 21 | Karim Saïdi             | US Lecce                     | 24.03.1983        | 0               | 0               | 0               | 0               | 0               |
| Milieux de terrain |                         |                              |                   |                 |                 |                 |                 |                 |
| 8 | Mehdi Nafti             | Birmingham City              | 28.11.1978        | 2               | 0               | 0               | 0               | 0               |
| 10 | Kaïs Ghodhbane          | Samsunspor                   | 07.01.1976        | 2               | 0               | 0               | 0               | 0               |
| 12 | Jawhar Mnari            | FC Nuremberg                 | 08.11.1976        | 3               | 1               | 0               | 0               | 0               |
| 13 | Riadh Bouazizi          | Kayserispor                  | 08.04.1973        | 3               | 0               | 2               | 0               | 0               |
| 14 | Adel Chedli             | FC Nuremberg                 | 16.09.1976        | 3               | 0               | 1               | 0               | 0               |
| 20 | Hamed Namouchi          | Glasgow Rangers              | 12.01.1984        | 3               | 0               | 0               | 0               | 0               |
| 23 | Sofiène Melliti         | Gaziantepspor                | 18.08.1978        | 0               | 0               | 0               | 0               | 0               |
| Attaquants |                         |                              |                   |                 |                 |                 |                 |                 |
| 2 | Karim Essediri          | Rosenborg BK                 | 29.07.1979        | 1               | 0               | 0               | 0               | 0               |
| 5 | Ziad Jaziri             | ES Troyes AC                 | 12.07.1978        | 3               | 1               | 2               | 1               | 0               |
| 7 | Haikel Guemamdia        | RC Strasbourg                | 22.12.1981        | 1               | 0               | 1               | 0               | 0               |
| 9 | Yassine Chikhaoui       | Étoile du Sahel              | 02.09.1986        | 1               | 0               | 1               | 0               | 0               |
| 11 | Francileudo Santos      | Toulouse FC                  | 20.12.1979        | 1               | 0               | 0               | 0               | 0               |
| 17 | Chaouki Ben Saada       | SC Bastia                    | 01.07.1984        | 1               | 0               | 0               | 0               | 0               |
| Sélectionneur |                         |                              |                   |                 |                 |                 |                 |                 |
| | Roger Lemerre ( France) |                              | 18.06.1941        |                 |                 |                 |                 |                 |
| Réserve Joueurs qui n'ont pas participé au stage d'entraînement mais qui pouvaient faire office de remplaçants jusqu'au 13 juin |                         |                              |                   |                 |                 |                 |                 |                 |
| Naïm Berrebat, Amir Haj Messaoud et Chaker Zouaghi                                                                              |                         |                              |                   |                 |                 |                 |                 |                 |
| Blessés Joueurs initialement annoncés dans l'équipe nationale pour la coupe du monde mais remplacés avant le 14 juin            |                         |                              |                   |                 |                 |                 |                 |                 |
| D | Mehdi Meriah            | Étoile du Sahel              | 05.06.1979        |                 |                 |                 |                 |                 |
| A | Issam Jemâa             | RC Lens                      | 28.01.1984        |                 |                 |                 |                 |                 |

### Maillot
Pour la coupe d'Afrique des nations de football 2006, l'équipementier de l'équipe, Puma, lui a confectionné un maillot spécifique pour la compétition.
| Couleurs | Blanc et rouge |                |                |
| Marque   | Puma           |                |                |
| Domicile | Extérieur      | Gardien de But | Gardien de But |

## Compétition (groupe H)

### Tunisie - Arabie saoudite
La Coupe du monde 2006 débute avec un premier match le 14 juin contre l'Arabie saoudite, dans lequel Lemerre utilise la formation 4-4-2. La blessure de Francileudo Santos, l'attaquant le plus fort de Tunisie avant le tournoi, est d'un intérêt particulier, mais il est tout de même convoqué dans l'équipe. L'autre intérêt de la formation est David Jemmali. Dans le match d'ouverture, avec le défenseur droit Hatem Trabelsi jouant dans cette position pendant des années, Jemmali a une place de choix. En tête de liste se trouvent Yassine Chikhaoui et Ziad Jaziri, qui joue pour la deuxième fois en coupe du monde. Avant le match, la Tunisie de Lemerre semble plus performante que l'Arabie saoudite, mais il s'avère que ce n'est pas le cas. Alors que la Tunisie se lance avec le but de Ziad Jaziri, l'Arabie saoudite réussit à revenir dans le match et à marquer deux buts. Dans les derniers instants du match, la Tunisie réussit à terminer le match sur un score nul (2-2) et un but de Radhi Jaïdi ; Lemerre se dit déçu du résultat.
| Match 16                                         | Tunisie                  | 2 - 2 | Arabie saoudite               | FIFA WM Stadion Munich, Munich               |                                              |
| 14 juin 2006 · 18:00 · Historique des rencontres | Jaziri 23e · Jaïdi 90+2e |       | Al Qahtani 57e · Al Jaber 84e | Spectateurs : 66 000 Arbitrage : Mark Shield | Spectateurs : 66 000 Arbitrage : Mark Shield |
| 14 juin 2006 · 18:00 · Historique des rencontres | (Rapport)                |       |                               | Spectateurs : 66 000 Arbitrage : Mark Shield | Spectateurs : 66 000 Arbitrage : Mark Shield |

| TUNISIE :       |    |                   |     |     |
|                 |    |                   |     |     |
| GB              | 1  | Ali Boumnijel     |     |     |
| ArD             | 6  | Hatem Trabelsi    |     |     |
| ArC             | 15 | Radhi Jaïdi       |     |     |
| ArC             | 3  | Karim Haggui      | 35e |     |
| ArG             | 18 | David Jemmali     |     |     |
| AiD             | 20 | Hamed Namouchi    |     |     |
| MDf             | 12 | Jawhar Mnari      |     |     |
| MDf             | 13 | Riadh Bouazizi    | 36e | 55e |
| AiG             | 14 | Adel Chedli       | 65e | 69e |
| AtD             | 9  | Yassine Chikhaoui | 79e | 82e |
| AtG             | 5  | Ziad Jaziri       |     |     |
| Remplacements : |    |                   |     |     |
| MOf             | 8  | Mehdi Nafti       |     | 55e |
| MOf             | 10 | Kaïs Ghodhbane    |     | 69e |
| AC              | 2  | Karim Essediri    |     | 82e |
| Entraîneur :    |    |                   |     |     |
| Roger Lemerre   |    |                   |     |     |

| ARABIE SAOUDITE : |    |                      |  |     |
|                   |    |                      |  |     |
| GB                | 21 | Mabrouk Zayed        |  |     |
| ArD               | 2  | Ahmad al-Doukhi      |  |     |
| ArC               | 3  | Redha Tukar Fallatah |  |     |
| ArC               | 4  | Hamad al-Montashari  |  |     |
| ArG               | 13 | Hussein Sulimani     |  |     |
| AiD               | 16 | Khaled Aziz          |  |     |
| MDf               | 6  | Omar al-Ghamdi       |  |     |
| AiG               | 14 | Saud Kariri          |  |     |
| MOf               | 8  | Mohammad Nour        |  | 74e |
| MOf               | 18 | Nawaf al-Temyat      |  | 67e |
| AC                | 20 | Yasser al-Qahtani    |  | 82e |
| Remplacements :   |    |                      |  |     |
| AC                | 23 | Malek Maath          |  | 67e |
| MOf               | 7  | Mohammad Amin        |  | 74e |
| AC                | 9  | Sami al-Jaber        |  | 82e |
| Entraîneur :      |    |                      |  |     |
| Marcos Paquetá    |    |                      |  |     |

| Assistants : Nathan Gibson Ben Wilson Quatrième arbitre : Carlos Chandía Cinquième arbitre : Christian Julio Homme du match : Ziad Jaziri |

### Espagne - Tunisie
Dans le deuxième match, la Tunisie affronte l'Espagne, l'équipe menée par Raúl, Iker Casillas, Carles Puyol et Sergio Ramos qui a battu l'Ukraine au premier tour. Lemerre s'appuie sur le système de défense typique 4-5-1, avec Ziad Jaziri en tête. Exceptionnellement, David Jemmali, qui a joué comme défenseur de gauche lors du match d'ouverture, est remplacé par son coéquipier Anis Ayari. La Tunisie démarre le match avec force et inscrit le premier but grâce à Jawhar Mnari.
Cependant, l'Espagne effectue des changements offensifs en seconde période et Raúl et ses coéquipiers contre-attaquent le gardien Ali Boumnijel, à travers lequel ils obtiennent l'égalisation cinq minutes plus tard, Fernando Torres marquant le deuxième but pour l'Espagne, qui remporte le match grâce à un penalty à la 90e minute avec un score de 3-1.
| Match 32                                         | Espagne                          | 3 - 1 | Tunisie  | Mercedes-Benz Arena, Stuttgart                |                                               |
| 19 juin 2006 · 21:00 · Historique des rencontres | Raúl 71e · Torres 76e (pen.) 90e |       | Mnari 8e | Spectateurs : 52 000 Arbitrage : Carlos Simon | Spectateurs : 52 000 Arbitrage : Carlos Simon |
| 19 juin 2006 · 21:00 · Historique des rencontres | (Rapport)                        |       |          | Spectateurs : 52 000 Arbitrage : Carlos Simon | Spectateurs : 52 000 Arbitrage : Carlos Simon |

| ESPAGNE :       |    |                 |     |     |
|                 |    |                 |     |     |
| GB              | 1  | Iker Casillas   |     |     |
| ArD             | 15 | Sergio Ramos    |     |     |
| ArC             | 22 | Pablo Ibáñez    |     |     |
| ArC             | 5  | Carles Puyol    | 30e |     |
| ArG             | 3  | Mariano Pernía  |     |     |
| AiD             | 16 | Marcos Senna    |     | 46e |
| MDf             | 14 | Xabi Alonso     |     |     |
| AiG             | 8  | Xavi            |     |     |
| MOf             | 21 | David Villa     |     | 57e |
| MOf             | 9  | Fernando Torres |     |     |
| AC              | 11 | Luis García     |     | 46e |
| Remplacements : |    |                 |     |     |
| AC              | 7  | Raúl            |     | 46e |
| MOf             | 18 | Cesc Fàbregas   | 89e | 46e |
| MOf             | 17 | Joaquín         |     | 57e |
| Entraîneur :    |    |                 |     |     |
| Luis Aragonés   |    |                 |     |     |

| TUNISIE :       |    |                 |       |     |
|                 |    |                 |       |     |
| GB              | 1  | Ali Boumnijel   |       |     |
| ArD             | 6  | Hatem Trabelsi  | 40e   |     |
| ArC             | 15 | Radhi Jaïdi     | 70e   |     |
| ArC             | 3  | Karim Haggui    |       |     |
| ArG             | 19 | Anis Ayari      | 32e   | 57e |
| AiD             | 12 | Jawhar Mnari    | 90+3e |     |
| MDf             | 13 | Riadh Bouazizi  |       | 57e |
| AiG             | 14 | Adel Chedli     |       | 80e |
| MOf             | 8  | Mehdi Nafti     |       |     |
| MOf             | 20 | Hamed Namouchi  |       |     |
| AC              | 5  | Ziad Jaziri     | 85e   |     |
| Remplacements : |    |                 |       |     |
| MDf             | 4  | Alaeddine Yahia |       | 57e |
| MDf             | 10 | Kaïs Ghodhbane  |       | 57e |
| AC              | 7  | Haikel Gmamdia  | 81e   | 80e |
| Entraîneur :    |    |                 |       |     |
| Roger Lemerre   |    |                 |       |     |

| Assistants : Aristeu Tavares Ednilson Corona Quatrième arbitre : Carlos Chandía Cinquième arbitre : Christian Julio Homme du match : Xabi Alonso |

### Ukraine - Tunisie

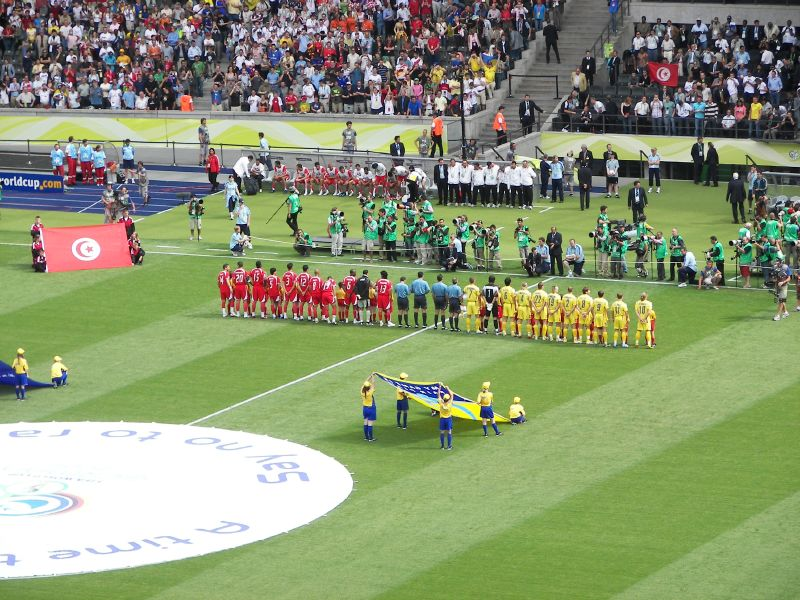
Tunisie-Ukraine lors de la coupe du monde 2006 au stade olympique de Berlin.

Lemerre n'est pas satisfait du résultat bien qu'il juge sa tactique bonne. Cependant, à cause d'une erreur, l'Espagne obtient l'égalisation. Lemerre souligne également que la Tunisie doit gagner le dernier match contre l'Ukraine si elle veut poursuivre la compétition. Contre celle-ci, Lemerre revient à la formation 4-4-2 et, cette fois, sa meilleure paire offensive est constitué par Ziad Jaziri et Hamed Namouchi. Le match se dirige vers un score nul et vierge, mais la nature du match change lorsque Jaziri reçoit un deuxième avertissement dans le match et se voit expulsé avec un carton rouge. À sa grande surprise, Lemerre n'élève personne en tant qu'attaquant mais joue plus d'une demi-heure sans attaquant. De plus, l'arbitre annonce un penalty présumé, marqué par Andriy Chevtchenko. Lemerre répond seulement après 79 minutes, quand il fait entrer Francileudo Santos et Chaouki Ben Saada. Santos a deux occasions dans le match mais ne réussit pas à marquer. Le match se termine finalement sur un score de 1-0, la Tunisie étant à nouveau éliminée de la phase de groupes.
Après le match, Lemerre déclare qu'il partage la déception avec les supporters tunisiens. Il ne leur reste plus qu'à se concentrer sur la CAN 2008, mais les médias tunisiens et les supporters critiquent la performance de Lemerre pendant le tournoi qu'ils jugent trop prudente et particulièrement défensive. À ce moment, Hatem Trabelsi annonce sa retraite du football international après huit ans.
| Match 48                                         | Ukraine               | 1 - 0 | Tunisie | Olympiastadion, Berlin                           |                                                  |
| 23 juin 2006 · 16:00 · Historique des rencontres | Shevchenko 70e (pen.) |       |         | Spectateurs : 72 000 Arbitrage : Carlos Amarilla | Spectateurs : 72 000 Arbitrage : Carlos Amarilla |
| 23 juin 2006 · 16:00 · Historique des rencontres | (Rapport)             |       |         | Spectateurs : 72 000 Arbitrage : Carlos Amarilla | Spectateurs : 72 000 Arbitrage : Carlos Amarilla |

| UKRAINE :       |    |                       |     |     |
|                 |    |                       |     |     |
| GB              | 1  | Oleksandr Shovkovskiy |     |     |
| ArD             | 2  | Andriy Rusol          | 65e |     |
| ArC             | 22 | Vyatcheslav Svidersky | 18e |     |
| ArG             | 6  | Andriy Nesmachny      |     |     |
| MDf             | 4  | Anatoliy Tymoshchuk   | 61e |     |
| MDf             | 8  | Oleh Shelayev         | 47e |     |
| AiD             | 9  | Oleh Husyev           |     |     |
| AiG             | 19 | Maksym Kalynychenko   |     | 75e |
| MOf             | 11 | Serhiy Rebrov         |     | 55e |
| MJ              | 10 | Andriy Voronin        |     |     |
| AC              | 7  | Andriy Chevtchenko    |     | 88e |
| Remplacements : |    |                       |     |     |
| AC              | 16 | Andriy Vorobey        |     | 55e |
| MOf             | 14 | Andriy Husin          |     | 75e |
| AC              | 15 | Artem Milevskyy       |     | 88e |
| Entraîneur :    |    |                       |     |     |
| Oleg Blokhine   |    |                       |     |     |

| TUNISIE :       |    |                   |           |       |
|                 |    |                   |           |       |
| GB              | 1  | Ali Boumnijel     |           |       |
| ArD             | 6  | Hatem Trabelsi    |           |       |
| ArC             | 15 | Radhi Jaïdi       | 90e       |       |
| ArC             | 3  | Karim Haggui      |           |       |
| ArG             | 19 | Anis Ayari        |           |       |
| AiD             | 13 | Riadh Bouazizi    | 43e       | 79e   |
| MDf             | 8  | Mehdi Nafti       |           | 90+1e |
| MDf             | 12 | Jawhar Mnari      |           |       |
| AiG             | 14 | Adel Chedli       |           | 79e   |
| AtD             | 5  | Ziad Jaziri       | 9e, 45+1e |       |
| AtG             | 20 | Hamed Namouchi    |           |       |
| Remplacements : |    |                   |           |       |
| AC              | 11 | Santos            |           | 79e   |
| AC              | 17 | Chaouki Ben Saada |           | 79e   |
| MOf             | 10 | Kaïs Ghodhbane    |           | 90+1e |
| Entraîneur :    |    |                   |           |       |
| Roger Lemerre   |    |                   |           |       |

| Assistants : Amelio Andino Manuel Bernal Quatrième arbitre : Marco Rodríguez Cinquième arbitre : Hamdi Al Kadri Homme du match : Anatoliy Tymoshchuk |

## Buteurs
| Buts | Joueurs      | Adversaires     |
| ---- | ------------ | --------------- |
| 1    | Ziad Jaziri  | Arabie saoudite |
| 1    | Radhi Jaïdi  | Arabie saoudite |
| 1    | Jawhar Mnari | Espagne         |